# Hoplia elegantula
Hoplia elegantula är en skalbaggsart som beskrevs av White 1844. Hoplia elegantula ingår i släktet Hoplia och familjen Melolonthidae. Inga underarter finns listade i Catalogue of Life.